# 奶嘴

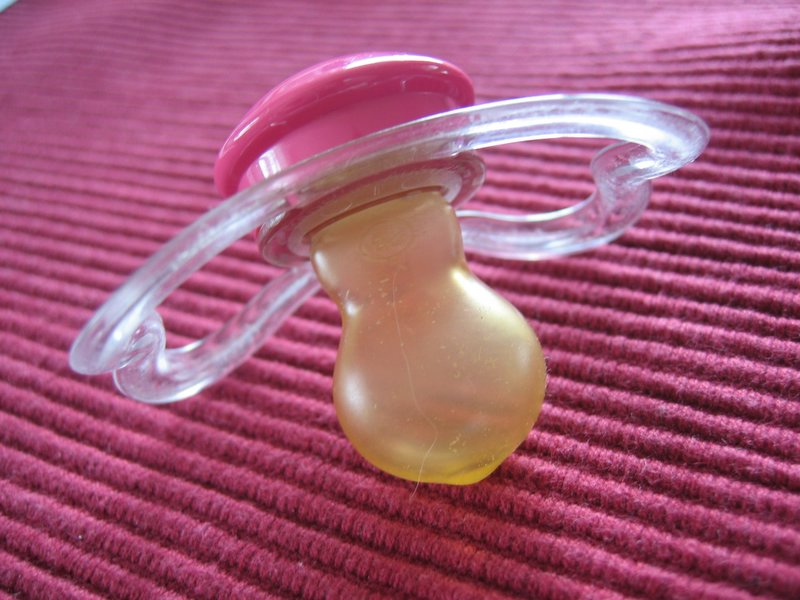
一个奶嘴

奶嘴或稱奶咀，是由橡胶、塑料或硅胶造成，给婴儿或幼兒吸吮的用品。标准奶嘴的外观包括一个人造乳头，以及口盾和手柄。口盾或手柄应当足够大，以避免孩子窒息或吞咽的危险。